# フリオ・セサール・ゴンザレス
フリオ・セサール・ゴンザレス（Julio Cesar Gonzalez Ibarra、1976年7月30日 - 2012年3月10日）は、メキシコの男性プロボクサー。身長188cm、リーチ201cm。元WBO世界ライトヘビー級王者。

## 来歴
1996年、メキシコ代表としてアトランタオリンピックボクシングライトヘビー級に出場し、1回戦でワシリー・ジロフ（ カザフスタン）に敗北。
1997年4月7日、アメリカ合衆国でプロデビュー。
1999年7月31日、名古屋レインボーホールで山村朱伸（日本／中日ジム）と対戦し、3回KO勝ち（WBA世界スーパーフライ級タイトルマッチ戸高秀樹対ヘスス・ロハスの前座試合）。
2000年5月6日、FECARBOXライトヘビー級王座を獲得。
2001年2月2日、自分が持つタイトルとNABO北米ライトヘビー級王者ジュリアン・レタールー（アメリカ）との統一戦並びに空位のIBAライトヘビー級王座を懸けた一戦で対戦し、12回3-0（2者が114-109、113-110）の判定勝ちを収めFECARBOX王座は初防衛、NABO王座獲得、IBA王座獲得に成功した。 
2001年7月28日、WBA・WBC・IBF・IBO世界ライトヘビー級スーパー王者ロイ・ジョーンズ・ジュニア（アメリカ）と空位のWBF世界ライトヘビー級王座を懸けた一戦で対戦したが、12回0-3（107-118、2者が106-119）の判定負けを喫しWBAスーパー王座獲得、WBC王座獲得、IBF王座獲得、IBO王座獲得、WBF王座の獲得に失敗した。
2003年1月24日、後のIBF世界ライトヘビー級王者グレンコフ・ジョンソン（ジャマイカ）と対戦し、10回2-0（98-92、96-94、95-95）の判定勝ちを収めた。
2003年10月18日、WBO世界ライトヘビー級王座を23度防衛していた安定王者ダリユシュ・ミハルチェフスキ（ポーランド）に挑戦し、12回2-1（116-112、116-112、113-115）の判定勝ちで王座を獲得した。
2004年1月17日、ゾルト・エルデイ（ハンガリー）と対戦し、12回0-3（2者に110-118、111-117）の判定負けを喫し初防衛に失敗、王座から陥落した。
2005年5月5日、IBF世界ライトヘビー級王座挑戦者決定戦でモンテル・グリフィン（アメリカ）と対戦し、6回負傷判定勝ちで指名挑戦権を獲得した。
2005年9月9日、IBF世界ライトヘビー級王者クリントン・ウッズ（イギリス）に挑戦し、12回0-3（111-117、112-118、112-116）の判定負けを喫し王座獲得に失敗した。
2007年9月29日、IBF世界ライトヘビー級王者クリントン・ウッズ（イギリス）に挑戦。2年ぶりの再戦であったが、12回0-3（111-117、113-115、112-116）の判定負けを喫し、王座獲得に失敗した。
2008年2月23日、IBA世界ライトヘビー級王座決定戦でレジー・ジョンソン（アメリカ）と対戦し、12回1-2（112-116、113-115、116-112）の判定負けを喫し王座獲得に失敗した。
2008年8月8日、IBF世界ライトヘビー級王座挑戦者決定戦でタボリス・クラウド（アメリカ）と対戦し、10回1分50秒TKO負けを喫しIBF王座への挑戦権の獲得に失敗した。
2012年3月10日、地元の南バハ・カリフォルニア州でオートバイを運転中、飲酒運転の自動車にひき逃げされ、死亡した。35歳没。

## 獲得タイトル
- 第4代WBO世界ライトヘビー級王座（防衛0度）